# Saper i Inżynier Wojskowy
Saper i Inżynier Wojskowy – polski miesięcznik o tematyce wojskowej, ukazujący się w latach 1922–1927.
Został założony w styczniu 1922 z inicjatywy oficerów wojsk technicznych.
Publicystykę pisma otwierał artykuł podpułkownika Francuskiej Misji Wojskowej Lerouxa pt. „Wojska saperskie, ich zadania, charakterystyka i organizacja”.
Redakcja była ściśle związana z Oficerską Szkoła Inżynierii. Redaktorem naczelnym przez cały czas ukazywania się pisma był płk inż. Konstanty Haller.
Tematyka pisma wykraczała poza wojska techniczne, obejmowała również transport kolejowy, lotnictwo czy broń pancerną.
Ogółem ukazało się 60 numerów pisma.
W 1927 w miejsce „Sapera i Inżyniera Wojskowego” powstał „Przegląd Wojskowo-Techniczny”.